# Папа Срапа
Папа Срапа (Эдуард Альбертович Срапионов; 15 ноября 1961, Ростов-на-Дону — 23 февраля 2022, Ростов-на-Дону) — российский музыкант, инженер, конструктор электронных музыкальных инструментов.

## Биография
Родился 15 ноября 1961 года в Ростове-на-Дону.
Окончил Ростовский радиотехникум.
Работал свето- и звукорежиссёром в группе «День и Вечер». Активно сотрудничал с самиздатовским журналом «Ура Бум-Бум!».
Играл на гитаре во многих джазовых оркестрах и рок-группах, наиболее известной в начале 90-х была ростовская группа «Зазеркалье». Около семи лет Папа Срапа играл на двухструнной безладовой бас-гитаре собственного изготовления в ростовской коммуне «Урблюд Драмадеръ».
Выступал с публичными концертами, используя аналоговые синтезаторы собственной конструкции и изготовления «Perduto—2000» (от итал. perduto, что, по мнению Срапионова, означает «потерянный»), а также огромное количество прочих им изготовленных синтезаторов.
В январе 2010 года в ростовской галерее «Вата» состоялась презентация альбома Папы Срапы, Гориса и Левченко «Зеркалька».
В мае 2010 года принял участие в треш-акции игры на «Fucking butterflies» Вадима Морозова совместно с гитаристами Валерием Посиделовым, Дмитрием Келешьяном (группа «Хуже, чем дети»), В. Князевым на открытии центрального проекта Первой Южно-Российской биеннале современного искусства в Ростове-на-Дону.
В июне 2011 года выступил на Фестивале экспериментальной музыки и девиантного творчества SREZ IV в Ростове-на-Дону совместно с Джоном Кукарямбой.
В 2012 году принял участие в фестивале Фонда Сергея Курёхина «Электро-Механика».
Скончался в возрасте 60 лет 23 февраля 2022 года в Ростове-на-Дону.

## Альбомы
- Россия 0.15
- 1992 - «Бугорки Безымянных Могил» и «Все Золото Мира» (в составе группы «Зазеркалье»)
- Gold
- 2005 — Мокрые Руки (CD)
- 2007 — Biologic (CD)
- 2009 — Perdutto Minimalizm (CD)
- Музыка ДНК
- 2011 — Структура (CD)
- 2013 — Потрошитель Игрушек (tape)
- 2014 — Папа Срапа / ::vtol:: — «Joyful Breeze» / «Ramzan» (2LP)[16]
- 2015 — Папа Срапа 2015 (CD)
- 2015 — Предохранитель (tape)

## Цитаты

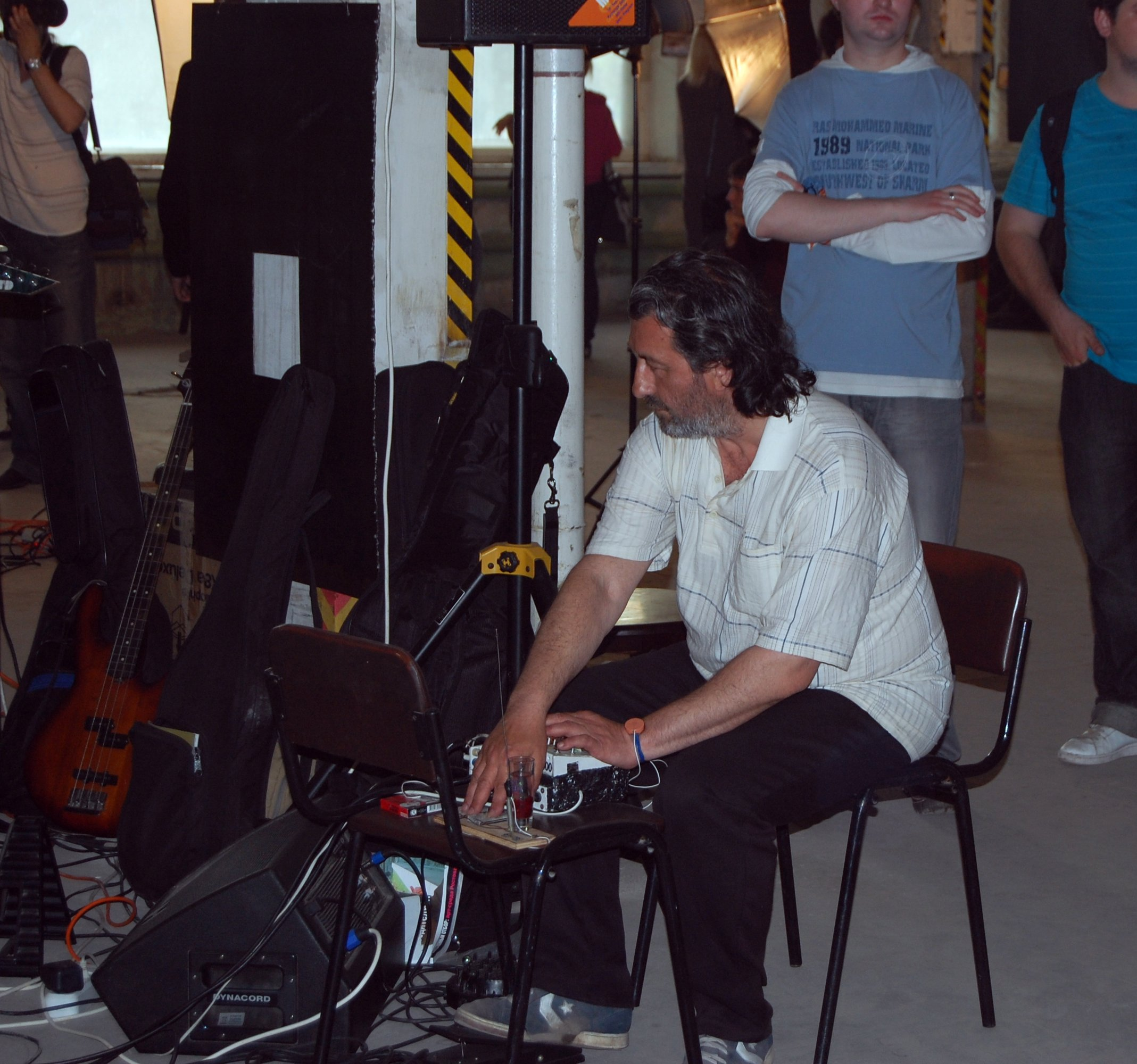
Папа Срапа,
треш-акция «Fucking butterflies»,
Ростовская биеннале, 24 мая 2010 г.

Мудрый армянин Эдуард Альбертович Срапионов или Папа Срапа, как его называют в Ростове, из тех гениев рационализаторов, которым в советское время отказывали в патентах из соображений государственной безопасности. Он сконструировал своими руками массу приборов от волшебных очков, полностью изменяющих психическое состояние личности, до генератора „бессмертия души“. Всю жизнь он чем-то занят. Выдумывал фокусы ведущим московским фокусникам. Стал первым в Ростове гипнотизёром и даже гастролировал. Составил подробную карту пресловутых ростовских подземелий, в которых мы как-то гуляли и где он чувствует себя как дома. Сочинял анекдоты, причём некоторые уже стали вполне бородатыми и продаются в любом жёлтом лотке. Папа Срапа был городским музыкальным фотографом. История ростовской рок-музыки существует во многом благодаря его объективу. Он снял документальный фильм про брачные ухаживания ящериц. Срапионов один из лидеров российской тусовки „спектрумистов“, компьютерной альтернативы „Майкрософту“. Он является редактором единственной в стране спектрумистской газеты „Птичка“. Всё это в его духе. Подозреваю, что упустил всё-таки большую часть его занятий, но речь сейчас не о них. Самой большой страстью Эдика всегда была музыка. Потому, что Папа Срапа, он же Эдуард Альбертович Срапионов — первый диджей Советского СоюзаДенис Третьяков, «Любимый диджей Брежнева», 2006
Я не могу финансово повторить АНС, или „Муг“ да и зачем? Я придумал на жидкостях. Вода, её группа молекул способна запоминать всё что угодно. Её можно попросить сделать классный звук. Здесь стоят специальные чашечки, и потом тело же твоё тоже подключается. Это не понятно, мы же состоим из всякого дерьма, жира, воды. Наука это не объяснила пока ещё. Белок потрясающе звучит, сперма тоже, видимо там миллионы каких то субстанцийВалерий Посиделов, Папа Срапа — генератор параллельных звуков 2008
Музыку Папы Срапы сложно кому-нибудь порекомендовать к прослушиванию. Звуки, которые издаются инструментами, — неприятны не только на слух, но и на ощупь, а местами даже болезненны — мурашки гарантированы. Но когда этот барьер преодолён, воспринимается она как чтение Гоголя — бесконечно томит и мучаетИгорь Ваганов, «Техно-шаман. Ростовский музыкант делает уникальные электронные инструменты», 2013

## Фильмография
Документальный фильм «Папа Срапа», Режиссёры Константин Иванов, Никита Кабардин. 2020 г. (Независимый фильм). Официальный сайт фильма: http://papasrapa.com/.

## Работы в театре
- 2013 — «Папа» (реж. Ю. Муравицкий, драм. Л. Мульменко). Театр «18+», Ростов-на-Дону[17][18].